# Šalgovce
Šalgovce (deutsch Salgowitz, ungarisch Tótsók) ist eine slowakische Gemeinde im Okres Topoľčany und im Nitriansky kraj mit 470 Einwohnern (Stand 31. Dezember 2024).

## Geographie
Die Gemeinde befindet sich im westlichen Teil des Hügellands Nitrianska pahorkatina am Fuße des Gebirges Považský Inovec, am Oberlauf eines rechtsseitigen Zuflusses der Radošinka. Das Ortszentrum liegt auf einer Höhe von 250 m n.m. und ist 12 Kilometer von Piešťany sowie 25 Kilometer von Topoľčany entfernt.
Nachbargemeinden sind Ardanovce im Norden und Nordosten, Radošina (Ortsteil Bzince) im Osten, Orešany im Süden, Svrbice im Westen sowie Sokolovce und Ratnovce im Nordwesten.

## Geschichte

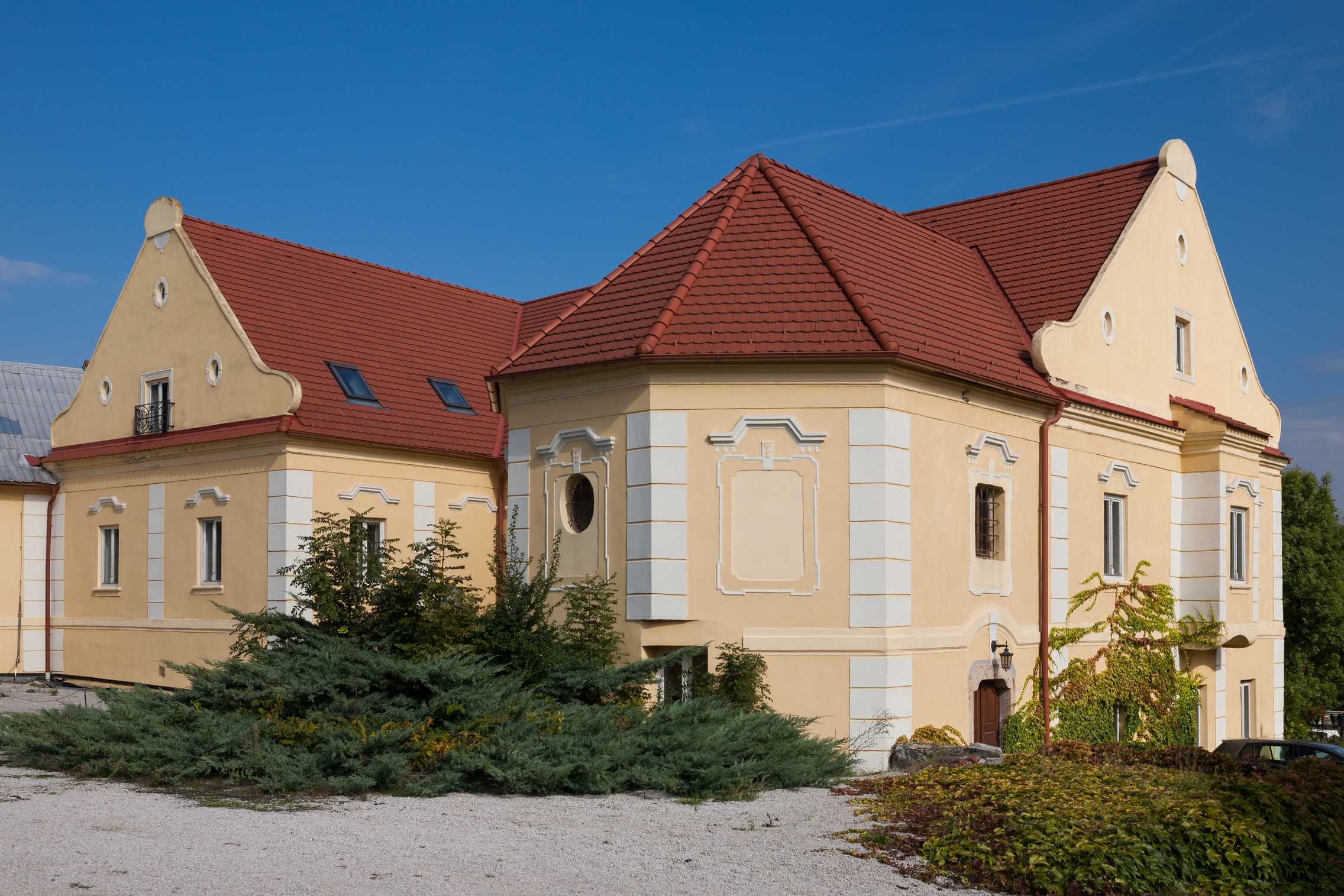
Landschloss in Šalgovce

Šalgovce wurde zum ersten Mal 1156 als Seka, nach anderen Quellen erst 1258 als Swk, altera Swk Sclavorum schriftlich erwähnt. Zwischen dem 13. und 15. Jahrhundert war das Dorf Teil der Herrschaft Neutraer Burg, im Jahr 1434 gehörte es zum Besitz der ortsansässigen Familie Sooky und zum Teil Csery und Sándor. 1598 wurde das Dorf von den Türken niedergebrannt. 1715 gab es 30 Haushalte und fünf Jahre später schon 39, 1787 hatte die Ortschaft 72 Häuser und 435 Einwohner. 1828 zählte man 68 Häuser und 476 Einwohner, die als Landwirte und Weber beschäftigt waren.
Bis 1918 gehörte der im Komitat Neutra liegende Ort zum Königreich Ungarn und kam danach zur Tschechoslowakei beziehungsweise heute Slowakei. In der ersten tschechoslowakischen Republik arbeiteten die Einwohner vornehmlich am örtlichen Großgut, ein weiterer Teil als Weber, während andere ihren Lebensunterhalt im Ausland bestreiten mussten. Nach dem Ende des Zweiten Weltkriegs wurde das Großgut parzelliert.

## Bevölkerung
| Jahr                | 1994 | 2004    | 2014    | 2024    |
| ------------------- | ---- | ------- | ------- | ------- |
| Anzahl der Personen | 515  | 514     | 516     | 470     |
| Unterschied         |      | −0,19 % | +0,38 % | −8,91 % |

| Jahr                | 2023 | 2024    |
| ------------------- | ---- | ------- |
| Anzahl der Personen | 483  | 470     |
| Unterschied         |      | −2,69 % |

Gemäß der Volkszählung 2011 wohnten in Šalgovce 503 Einwohner, davon 485 Slowaken und zwei Magyaren. 16 Einwohner machten keine Angaben zur Ethnie.
422 Einwohner bekannten sich zur römisch-katholischen Kirche, zehn Einwohner zu den Zeugen Jehovas, sechs Einwohner zur Evangelischen Kirche A. B., jeweils ein Einwohner zur griechisch-katholischen Kirche und zur reformierten Kirche und fünf Einwohner zu einer anderen Konfession. 36 Einwohner waren konfessionslos und bei 22 Einwohnern wurde die Konfession nicht ermittelt.

## Bauwerke und Denkmäler
- Landschloss im gemischten barock-klassizistischen Stil aus dem Jahr 1760, 1871 umgebaut, heute als Hotel in Betrieb. Zum Schloss gehört auch das ehemalige Großgutsverwaltungshaus.
- Kapelle Herz Jesu am Friedhof aus dem Jahr 1700
- Glockenturm